# Schleusingen

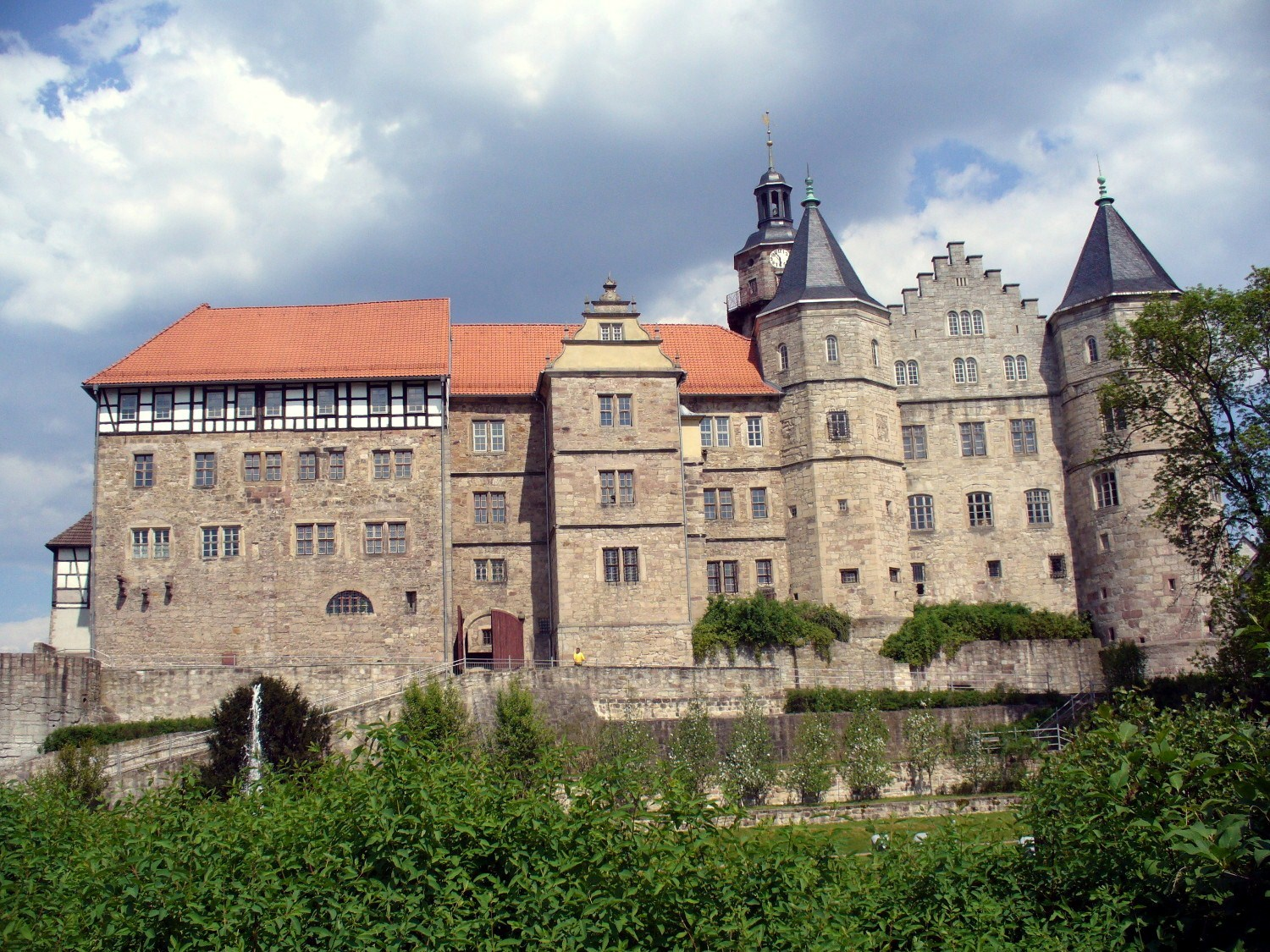
Schloss Bertholdsburg, erbaut ungefähr zwischen 1223 und 1232

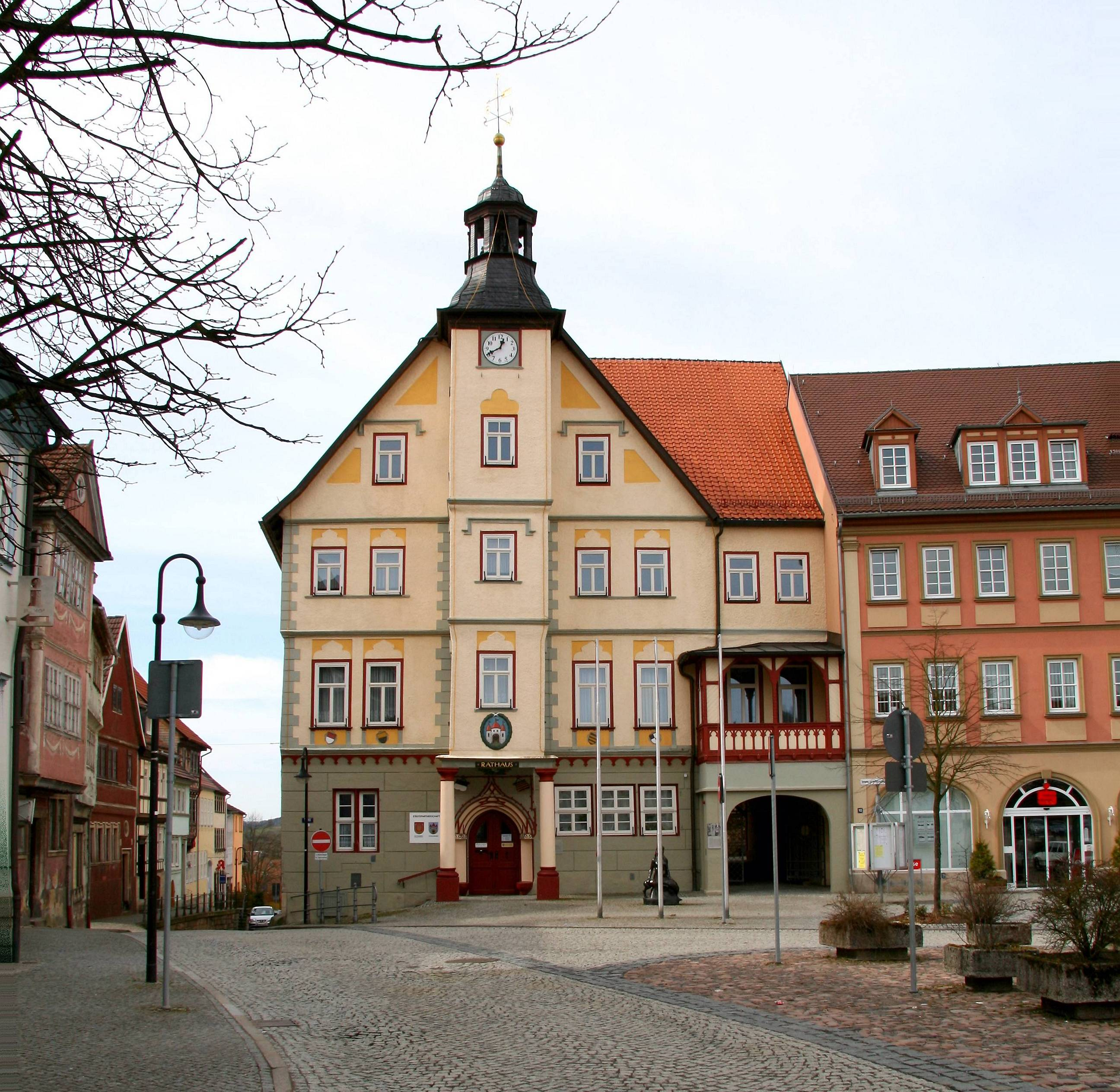
Rathaus in Schleusingen

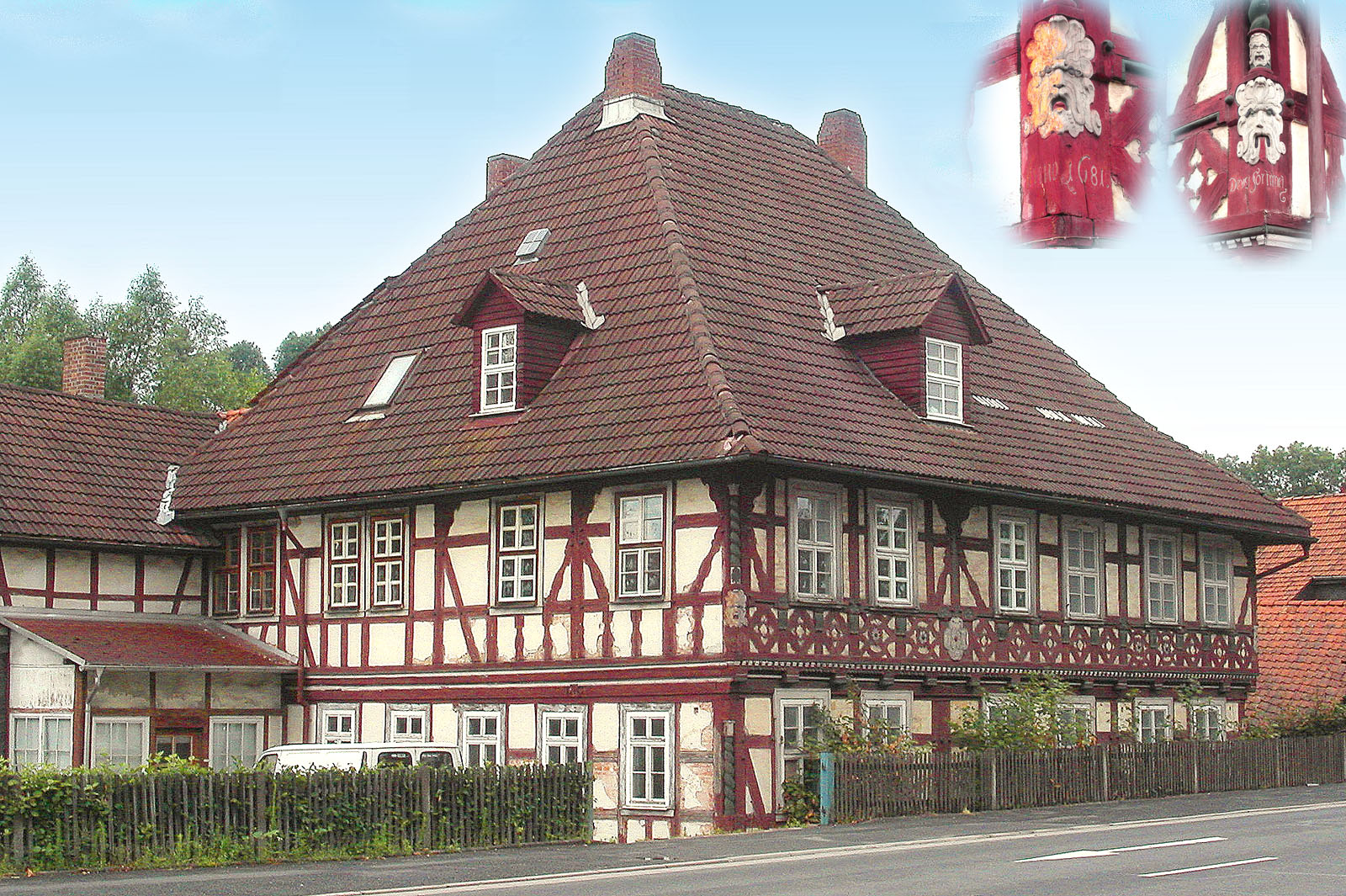
Schleusingen, „Teutsche Schule“, hennebergisch-fränkisches Fachwerk, 1681

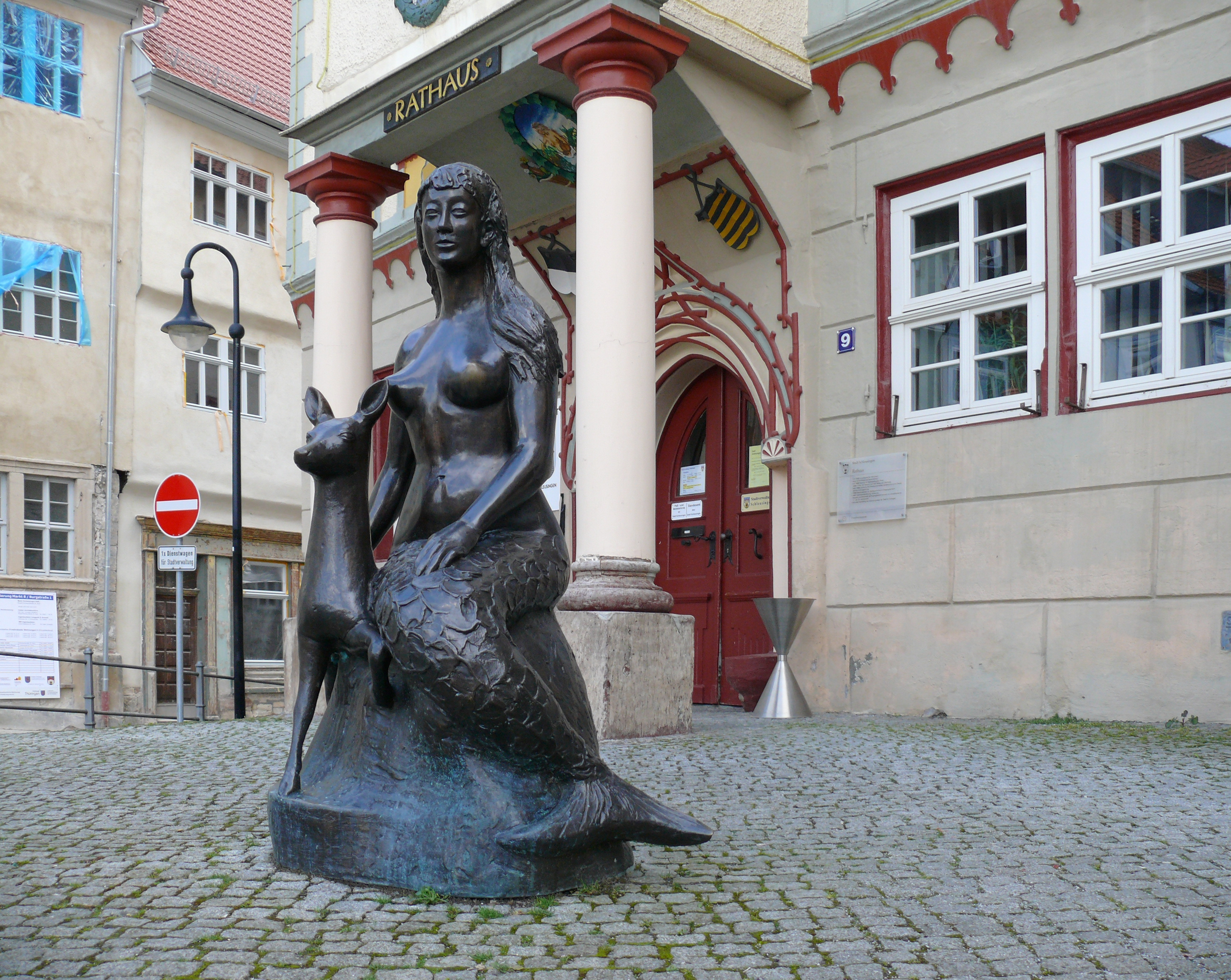
Slusia mit Reh vor dem Rathaus

Schleusingen ist eine thüringische Kleinstadt am südlichen Abhang des Thüringer Waldes im fränkisch geprägten Landkreis Hildburghausen. Sie wird von der Landesplanung als Teil des kreisübergreifenden und funktionsteiligen Oberzentrums Südthüringen festgeschrieben.

## Geographie
Die Stadt Schleusingen im Henneberger Land erhielt ihren Namen vom Fluss Schleuse, der südlich des Kernstadtgebietes verläuft. Die Kernstadt selbst liegt an der Nahe, einem Nebenfluss der Schleuse. Von Norden kommend mündet die Erle in Schleusingen in die Nahe.
Auf dem Gebiet der Stadt liegt der 850 m hohe Adlersberg (Thüringer Wald).

## Stadtgliederung
Zur Stadt Schleusingen gehören neben der Kernstadt weitere siebzehn Ortsteile:
- Altendambach
- Breitenbach
- Erlau
- Fischbach
- Geisenhöhn
- Gethles
- Gottfriedsberg
- Heckengereuth
- Hirschbach
- Hinternah
- Oberrod
- Rappelsdorf
- Ratscher
- Schleusingerneundorf
- Silbach
- St. Kilian
- Waldau

In der Bevölkerung sind darüber hinaus Begriffe für Wohngebiete wie Ober- und Unterstadt, Schmuckplatz, Weißer Berg, Hirtengrund, Kalkrangen, Sonneneck, Rubetal usw. gebräuchlich.

## Geschichte
Erstmals urkundlich erwähnt wurde Schleusingen im Jahre 1232 als villa Slusungen. Graf Poppo VII. von Henneberg ließ als Amtssitz und Befestigung in der Zeit von 1226 bis 1232 die Bertholdsburg erbauen. 1274 erfolgte die Teilung der Grafschaft Henneberg in drei Linien. Die Bertholdsburg wurde danach zur Residenz der Schleusinger Linie. Schleusingen erlebte im Jahr 1353 eine erste Brandkatastrophe, durch weitere Stadtbrände wurden 1679, 1765, 1773 und 1876 ganze Stadtteile zerstört.
Schleusingen erhielt 1412 das Stadtrecht, jedoch erst 1533 das Marktrecht. Graf Wilhelm IV. gründete 1502 am Stadtrand ein Barfüßerkloster, das zur Sächsischen Franziskanerprovinz (Saxonia) gehörte. Während der Unruhen im Bauernkrieg im Frühjahr 1525 wurden die Insassen, Dokumente und Wertgegenstände der benachbarten Klöster Veßra und Trostadt nach Schleusingen und auf die Bertholdsburg in Sicherheit gebracht. Im Jahre 1544 wurde die Reformation eingeführt. Die Ägidienkapelle der St.-Johannis-Kirche wurde 1566 Begräbnisstätte der Henneberger Grafen und von Elisabeth von Brandenburg. Das nach der Reformation 1545 aufgelassene Barfüßerkloster wurde in Landeseigentum überführt und ab 1560 als Schule genutzt. Diese wurde am 7. Juni 1577 als Gymnasium eingeweiht und besteht heute noch unter dem Namen Hennebergisches Gymnasium „Georg Ernst“. Bis 1583 war Schleusingen Sitz der Grafen von Henneberg. Nach dem Tod des Grafen Georg Ernst, mit dem sein Geschlecht im Mannesstamm erlosch, gelangte Schleusingen an die sächsischen Herzöge der Ernestiner und Albertiner Linie, zunächst noch unter gemeinsamer Verwaltung. Von 1500 bis 1806 gehörte Schleusingen zum Fränkischen Reichskreis.
Von 1621 bis 1622 befand sich in der Stadt eine Kippermünzstätte, in der unter dem Münzmeister Barthel Eisendraht Interimsmünzen (Kippermünzen) für Henneberg geschlagen wurden. Das waren Kreuzerstücke und sogenannte Kippertaler zu 40 Groschen.
Zu einer wirtschaftlichen Bedeutung kam Schleusingen durch Zuzug von Glasmachern aus dem hessischen Gläsnerbund und dem Spessart. Die reichen Holzvorräte im gebirgigen Hinterland des Thüringer Waldes bildeten bis in das 19. Jahrhundert die Grundlage zahlreicher Glashütten und bedeutender Thüringer Porzellanmanufakturen.
Während des Dreißigjährigen Krieges konnte der Stadtkommandant Ludwig Ernst Marschall beim Eintreffen der ersten kaiserlichen Truppen 1634 mit viel Verhandlungsgeschick die Stadt vor der Plünderung und Zerstörung durch die Kroaten des gefürchteten Generals Isolani retten. Diese nutzten jedoch Schleusingen als Winterquartier und zogen werraabwärts plündernd und brandschatzend bis in die Kuppenrhön.
Im Sächsischen Teilungsvertrag von 1660 fielen Stadt und Amt Schleusingen an Sachsen-Zeitz. Im Jahre 1709 wurde mit dem Bau eines Badehauses am Wilhelmsbrunnen begonnen. Nach dem Erlöschen der Linie Sachsen-Zeitz fiel Schleusingen an das Kurfürstentum Sachsen. Die St.-Johannis-Kirche wurde 1725 umgebaut. Die Stadtkirche entstand im Barockstil.
Ab 1815 gehörte Schleusingen zu Preußen und wurde 1816 zur Kreisstadt des Kreises Schleusingen erhoben. Die Kunststraßen nach Suhl, Hildburghausen, Burgstraße, Königstraße, Kloster Veßra und Ilmenau wurden 1817 gebaut. Die Jahre 1846 und 1847 waren schwere Hungerjahre. Bei der bürgerlichen Revolution 1848 kam es in Schleusingen zu einer großen Volksversammlung und zu Krawallen auf dem Markt. Eine Straße nach Eisfeld wurde 1849 gebaut. Von 1870 bis 1874 wurde das Gymnasium neu erbaut.
Im Jahr 1888 wurde die Bahnstrecke Schleusingen–Themar, 1904 die Rennsteigbahn nach Ilmenau und 1911 die Friedbergbahn nach Suhl gebaut. Seit dem späten 19. Jahrhundert entwickelte sich die Stadt zum Erholungsort. Im 19. Jahrhundert war die jüdische Gemeinde so angewachsen, dass sie 1881 an der Ecke Berthold-/Walchstraße eine neue Synagoge einweihte. Sie wurde beim Novemberpogrom 1938 von den Nazis zerstört, woran eine 1988 angebrachte Gedenktafel erinnert. Die 1932 noch vorhandenen circa 30 Gemeindemitglieder wurden in die Emigration getrieben oder 1942 in die Vernichtungslager deportiert. Auf dem Jüdischen Friedhof im Judengrund fand 1937 die letzte Beerdigung statt.
Während des Zweiten Weltkrieges mussten 1612 Frauen und Männer vorwiegend aus der Sowjetunion sowie Kriegsgefangene aus den von Deutschland besetzten Ländern Zwangsarbeit verrichten: in der Land- und Forstwirtschaft, im Zieh- und Stanzwerk, in der Firma Adam Heinz Glashütte Friedrichswerk, in der Firma L. F. Ansorg und in der Bahnmeisterei. An 44 verstorbene Häftlinge des „Arbeitserziehungslagers“ Römhild erinnert eine Gedenkanlage auf dem Friedhof an der Ilmenauer Straße.
Schleusingen wurde 1945 zuerst durch US-amerikanische, später durch sowjetische Truppen besetzt. Der Landkreis Schleusingen wurde in das Land Thüringen eingegliedert und 1946 in Landkreis Suhl umbenannt. Die Stadt gehörte 1950 bis 1952 für zwei Jahre zum Landkreis Hildburghausen, kehrte danach aber wieder in den Kreis Suhl zurück. Das Amtsgericht Schleusingen wurde 1951 aufgelöst. Nach der Wende wurde Schleusingen 1994 in den Landkreis Hildburghausen eingegliedert.
Wiederholt versuchte die NPD im Ort Fuß zu fassen, stieß aber auf die Ablehnung der Bürger. Höhepunkt war 2007, als ein NPD-Funktionär und Neonazi versuchte, in die Freiwillige Feuerwehr Schleusingen einzutreten. Daraufhin legte die Feuerwehr des Ortes eine Liste mit 42 Personen vor, die in diesem Fall austreten würden. Der Bürgermeister lehnte das Ansinnen des NPD-Funktionärs ab. Dieser Fall von Zivilcourage machte den Ort in ganz Deutschland bekannt.
Die Kernstadt Schleusingen hatte im Jahr 2013 4122 Einwohner.

### Eingemeindungen
- Fischbach am 1. März 1970
- Geisenhöhn und Gottfriedsberg am 1. April 1974
- Gethles, Ratscher und Heckengereuth am 22. Februar 1994
- Rappelsdorf am 1. Juni 1996
- Nahetal-Waldau und St. Kilian (für St. Kilian war Schleusingen zuvor erfüllende Gemeinde) am 6. Juli 2018

### Einwohnerentwicklung
(jeweiliger Gebietsstand)

Einwohnerentwicklung von Schleusingen von 1791 bis 2018

Entwicklung der Einwohnerzahl (ab 1960 jeweils am 31. Dezember):
| Jahr | Einwohner     |
| ---- | ------------- |
| 1631 | 1.814         |
| 1646 | 1.151         |
| 1660 | 1.052         |
| 1791 | 2.050 (2.245) |
| 1831 | 2.725         |
| 1852 | 3.105         |
| 1960 | 5.310         |
| 1994 | 5.585         |
| 1995 | 5.605         |
| 1996 | 6.007         |
| 1997 | 5.995         |
| 1998 | 5.990         |
| 1999 | 5.949         |
| 2000 | 5.923         |

| Jahr | Einwohner |
| ---- | --------- |
| 2001 | 5.854     |
| 2002 | 5.892     |
| 2003 | 5.868     |
| 2004 | 5.808     |
| 2005 | 5.769     |
| 2006 | 5.653     |
| 2007 | 5.609     |
| 2008 | 5.481     |
| 2009 | 5.445     |
| 2010 | 5.384     |
| 2011 | 5.415     |
| 2012 | 5.392     |
| 2013 | 5.394     |
| 2014 | 5.390     |

| Jahr | Einwohner |
| ---- | --------- |
| 2015 | 5.342     |
| 2016 | 5.391     |
| 2017 | 5.323     |
| 2018 | 10.960    |
| 2019 | 10.930    |
| 2020 | 10.801    |
| 2021 | 10.656    |
| 2022 | 10.620    |
| 2023 | 10.449    |

## Politik

### Stadtrat
Der Stadtrat der Stadt Schleusingen besteht aus 24 gewählten Mitgliedern und zusätzlich dem Bürgermeister, der dem Stadtrat vorsitzt. Die Mitglieder des Stadtrates sind in folgenden Gremien tätig: Hauptausschuss, Ausschuss Bau/Wirtschaft/Ordnung, Kulturausschuss, Aufsichtsratsmitglieder der Wohnungsgesellschaft mbH Schleusingen und als Mitglieder der Stadt Schleusingen im Aufsichtsrat der Henneberg-Kliniken gGmbH Hildburghausen.
Die Kommunalwahl am 26. Mai 2024 führte bei einer Wahlbeteiligung von 69,6 % zu folgendem Ergebnis:
| Partei / Wählergruppe                        | Stimmenanteil 2019 | Sitze 2019 |  | Stimmenanteil 2024 | Sitze 2024 |
| -------------------------------------------- | ------------------ | ---------- |  | ------------------ | ---------- |
| CDU                                          | 26,9 %             | 7          |  | 30,7 %             | 7          |
| Bürgerinitiativen für Schleusingen (18sind1) | –                  | –          |  | 25,3 %             | 6          |
| Freie Wählergemeinschaft Schleusingen (FWS)  | 29,5 %             | 7          |  | 14,6 %             | 4          |
| Bündnis-Zukunft-Hildburghausen (BZH)         | 04,9 %             | 1          |  | 08,9 %             | 2          |
| Freie Wählergemeinschaft Waldau (FWW)        | 08,8 %             | 2          |  | 07,7 %             | 2          |
| SPD                                          | 16,9 %             | 4          |  | 05,7 %             | 1          |
| Die Linke                                    | 07,9 %             | 2          |  | 04,8 %             | 1          |
| AKTIV                                        | 03,2 %             | 1          |  | 02,2 %             | 1          |
| FDP                                          | 01,8 %             | –          |  | –                  | –          |
| Insgesamt                                    | 100 %              | 24         |  | 100 %              | 24         |

### Bürgermeister
- 1990–2018: Klaus Brodführer (CDU)
- 2018–2024: André Henneberg (Freie Wählergemeinschaft Schleusingen)[11]
- seit 2024: Alexander Brodführer (CDU)

Alexander Brodführer wurde am 1. September 2024 mit 69,1 % der gültigen Stimmen zum neuen Bürgermeister gewählt.

### Wappen

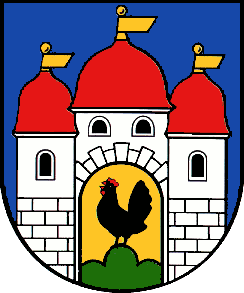
Schleusinger Wappen

Blasonierung: „In Blau eine wachsende silberne Torburg aus drei Rundtürmen mit roten Glockendächern, goldenen, beknauften, linkswehenden Wetterfahnen, die Flankentürme zur halben Höhe schwarz gefugt, erhöht von schwarzem Rundbogenfenster, der erhöhte Mittelturm mit zwei niedrigen, schwarzen Rundbogenfenstern über eingefasstem, offenem goldenem Portal, darin auf grünem Dreiberg eine schwarze, rotbewehrte Henne.“
Das Wappen geht im Wesentlichen auf ein Stadtsiegel von 1430 zurück, das Mechthild, Gemahlin des Grafen Heinrich XI. von Henneberg, der Stadt verlieh. Der seinerseits noch vorhandene badische Schrägbalken aus dem Familienwappen Mechthilds entfiel später. Die heute gültige Form erhielt das Wappen 1938.

### Städtepartnerschaft
- Seit 1990 besteht mit der Stadt Plettenberg im Sauerland (Nordrhein-Westfalen) eine Städtepartnerschaft.

## Kultur und Sehenswürdigkeiten

### Bauwerke

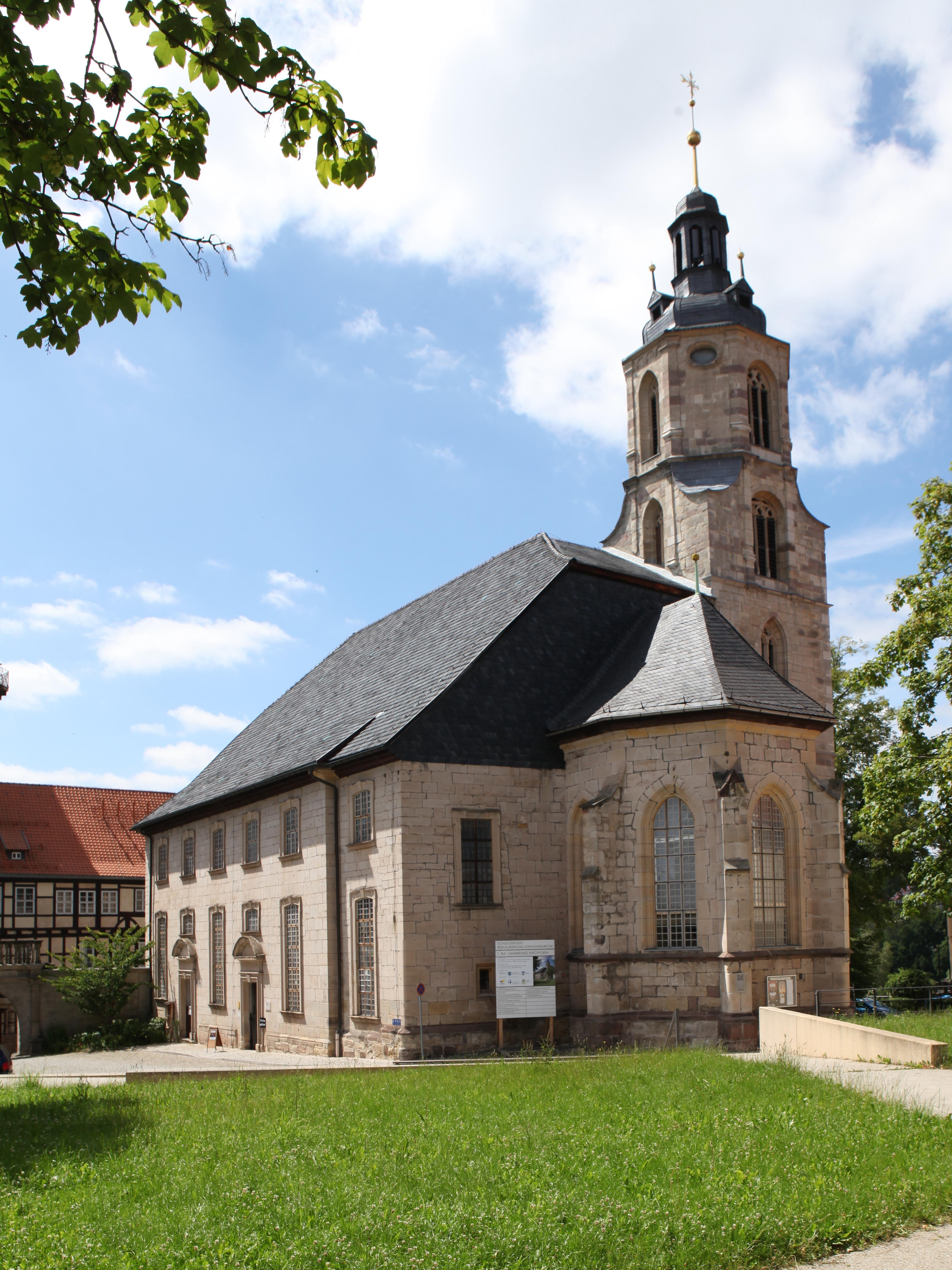
Stadtkirche Sankt Johannis

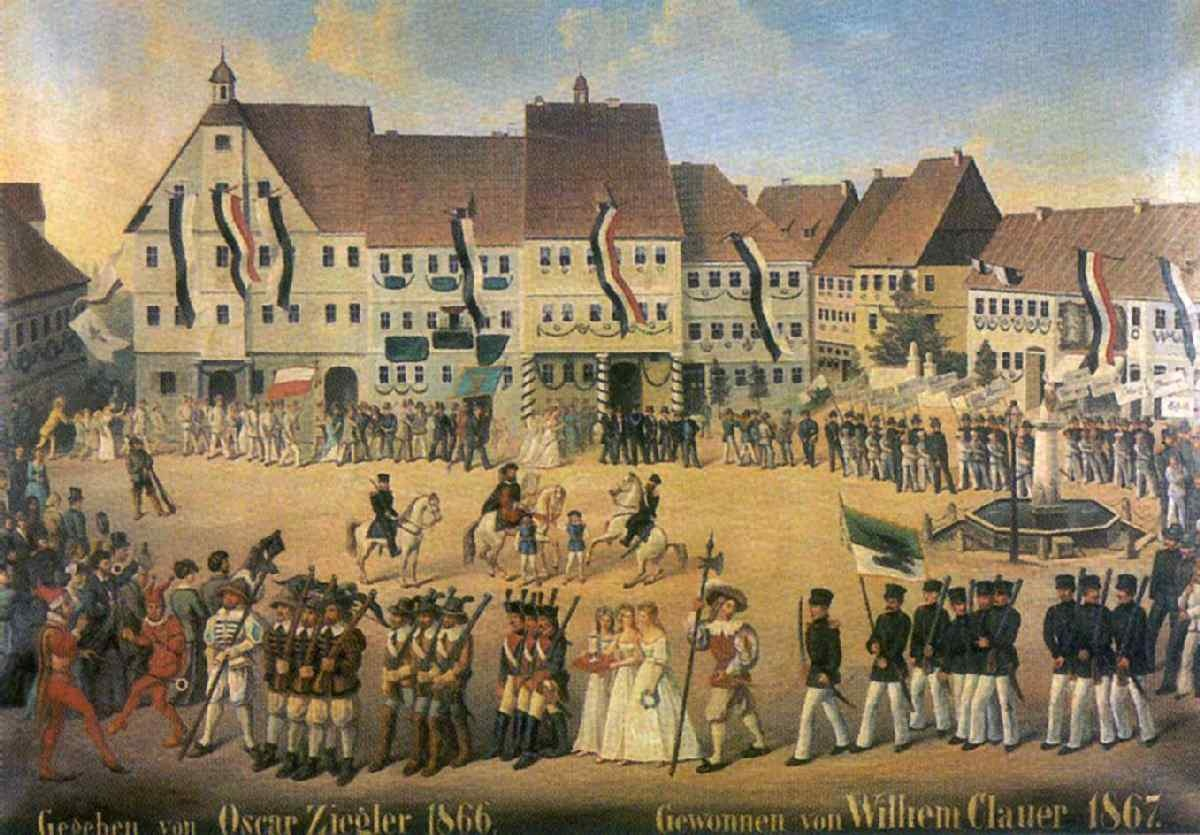
Johann Ulrich Stähelin: Schleusinger Marktplatz mit Festumzug zum Schützenfest 1874

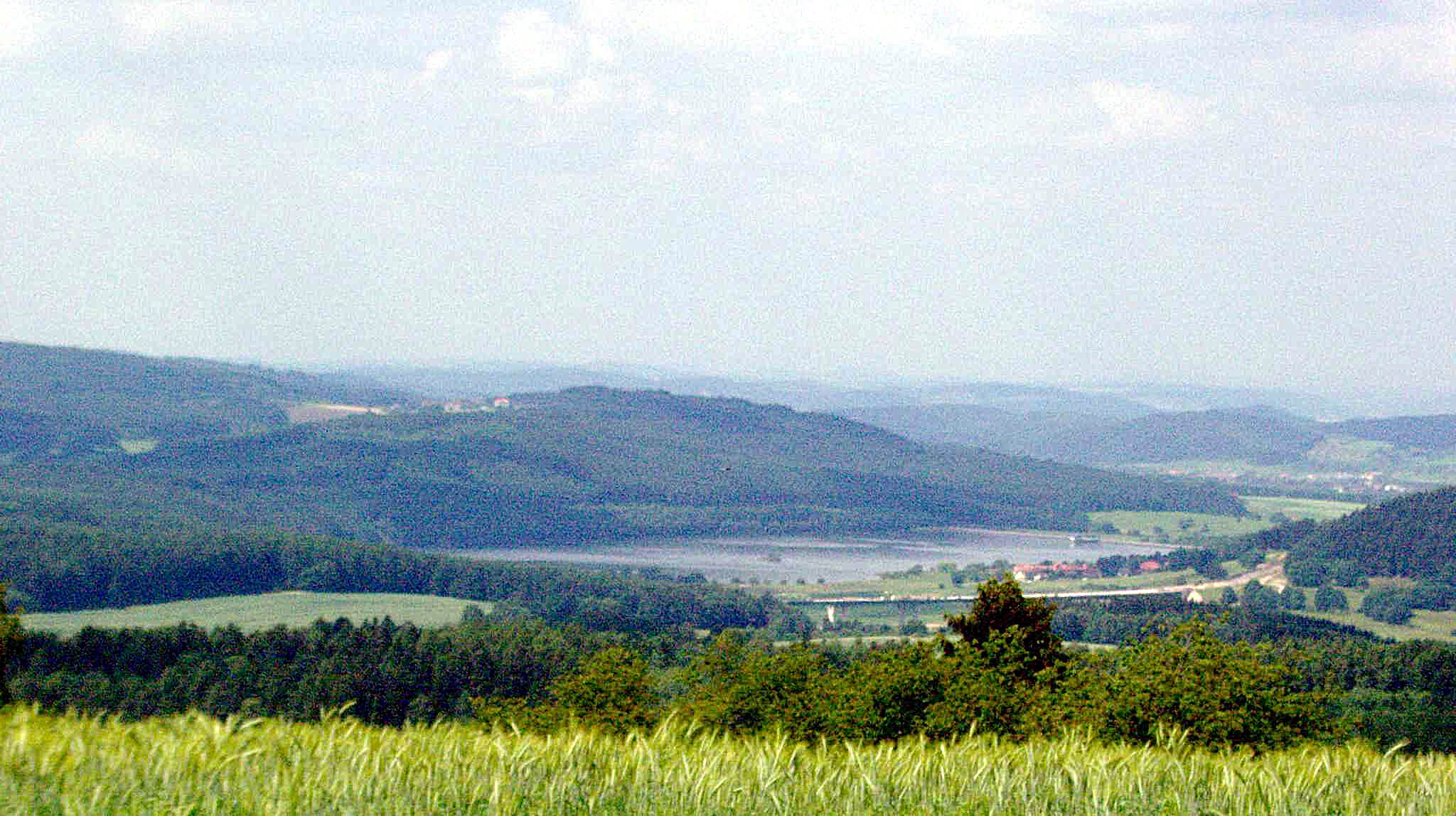
Blick vom Merbelsroder Wachberg (621 m) auf die Talsperre Ratscher bei Schleusingen

Zu den Sehenswürdigkeiten gehören das Schloss Bertholdsburg, die St. Johanniskirche und die Teutsche Schule.
Sehenswert ist auch die evangelische Kreuzkirche. Die Kirche befindet sich im Norden der Stadt am Friedhof. 1454 wurde an dieser Stelle eine Heiligenkreuzkapelle errichtet, 1530 der Friedhof an diese Stelle verlegt. Nachdem die Kapelle nach der Reformation verfallen war, wurde zwischen 1600 und 1602 diese Gottesackerkirche erbaut, damals mit längst zurückgebautem kleinem sechseckigem Turm mit Totenglocke in der Mitte des Daches. Die Orgel von 1896 wurde 1949 von 11 auf 12 Register erweitert. Die Kirche wurde in den 2010er Jahren restauriert.
Außerdem gibt es das 1577 von Graf Georg Ernst von Henneberg-Schleusingen gegründete Hennebergische Gymnasium, eines der ältesten Gymnasien Deutschlands.
Nur wenige Kilometer südlich der Kernstadt befindet sich die 1983 in Betrieb genommene Talsperre Ratscher, die dem Hochwasserschutz dient und als Naherholungsgebiet genutzt wird.
Reste der Stadtbefestigung sind erhalten in Form von Mauerstücken und Türmen.

### Museen
In Schloss Bertholdsburg befindet sich das Naturhistorische Museum Schloss Bertholdsburg Schleusingen.

### Sport
Der örtliche Fußballverein ist der 1907 gegründete SC 07 Schleusingen, die erste Mannschaft spielt seit der Saison 2024/25 in der Kreisliga Südthüringen (9. Liga). Die Heimspiele werden im Schleusinger Hennebergstadion ausgetragen.

### Stadtfest
Größte kulturelle Veranstaltung ist das jährliche Burg- und Stadtfest mit der historischen Abitaufe am Samstagvormittag. Alle Abiturienten das Jahrgangs werden dabei in geschmückten Handwagen durch die Innenstadt zum Elisabethbrunnen auf dem Marktplatz gefahren, wo sie mit einem persönlichen Spruch und einer üppigen Brunnenwasser-Taufe aus dem Schulleben entlassen werden. Vormals ging es zum städtischen Postamt, wo jeder Abiturient ein Telegram mit den Worten „Abi bestanden. Schickt Geld!“ nach Hause sandte.

### Dialekt
In Schleusingen und Umgebung wird Hennebergisch, ein mainfränkischer Dialekt, gesprochen.

## Wirtschaft und Verkehr
Die größten Arbeitgeber in Schleusingen sind mit jeweils ca. 250 Mitarbeitern das Behälterglaswerk Thüringen (seit Ende 2011 ein Werk der Wiegand-Glashüttenwerke GmbH) und die Stiftung Rehabilitationszentrum Thüringer Wald mit mehreren sozialen Einrichtungen. Eine große Anzahl an Arbeitsplätzen konzentriert sich im MEGA-Einkaufszentrum in den dortigen Ladengeschäften. Darüber hinaus gibt es Industriegebiete sowie zahlreiche kleinere Betriebe und Dienstleister. Außerdem verfügt Schleusingen über mehrere Supermärkte sowie zahlreiche Geschäfte in der Innenstadt. Das ehemalige Krankenhaus, Teil der Regiomed-Kliniken, wurde in eine Pflegeeinrichtung umgewandelt.
Die Stadt Schleusingen hat seit 2015 den niedrigsten Gewerbesteuer-Hebesatz (328) im Landkreis Hildburghausen. Dieser wurde für 2018 auf 300 herabgesenkt. Die Gewerbegebiete im Stadtgebiet sind gut ausgelastet.
Am Bahnhof Schleusingen zweigt die Friedbergbahn (1997 stillgelegt) nach Suhl von der Rennsteigbahn (1998 eingestellt) ab. Auf der Rennsteigbahn werden durch den Verein Dampfbahnfreunde mittlerer Rennsteig unregelmäßig stattfindende Dampflok-Sonderfahrten durchgeführt. Dieser Verein plant auch Museumsverkehr auf der Friedbergbahn.
Seit 2006 besitzt Schleusingen einen Autobahnanschluss an der A 73 Suhl–Coburg–Nürnberg, die seit 2008 auch nach Süden durchgängig befahrbar ist. An der Autobahnabfahrt Schleusingen endet die L 3247 (ehemals Bundesstraße 247) an der L 3004 (ehemals B 4.) Die L 3004 verbindet Schleusingen mit Ilmenau (etwa 22 km nordöstlich) und Eisfeld (15 km südöstlich) und übernimmt in Richtung Norden die Funktion einer Ausweichstrecke für Gefahrgut-LKW, denen es nicht gestattet ist, die Tunnelkette auf der A 71 zu passieren. Die L 3247 führt in Richtung Nordosten und verbindet Schleusingen mit Suhl/Zella-Mehlis (15 km nordöstlich) und Oberhof (22 km nördlich).
Schleusingen ist mit seiner zentralen Haltestelle in der Kernstadt ein Knotenpunkt im Netz des Busverkehres im Landkreis Hildburghausen, den unter der Marke WerraBus die RBA Regionalbus Arnstadt GmbH durchführt.
Regelmäßige Busverbindungen bestehen auf folgenden Linien:
- 200 Suhl–Hirschbach–Erlau–Schleusingen–Gottfriedsberg–Hildburghausen (stündlich, am Wochenende zweistündlich) → in Suhl Anschluss an den Regionalexpress von/nach Erfurt
- 201 Suhl–Altendambach–Hirschbach–Erlau–Breitenbach–Schleusingen (dreistündlich, kein Wochenendverkehr)
- 202 Hildburghausen–Schleusingen–Hinternah–Schleusingerneundorf–Schmiedefeld am Rennsteig (ohne Taktung, täglich)
- 203 Masserberg–Schönbrunn–Waldau–Ratscher–Schleusingen (zweistündlich, Mo–Fr Verlängerung nach Suhl)
- 205 Coburg–Eisfeld–Brattendorf–Ratscher–Schleusingen (stündlich, am Wochenende zweistündlich) → in Coburg Anschluss an den Nah- und Fernverkehr von/nach Nürnberg
- 225/226 Themar–Kloster Veßra–Rappelsdorf–Schleusingen (ohne Taktung, kein Wochenendverkehr)

Weitere Linien verkehren in unregelmäßigen Abständen vorrangig im Schülerverkehr.

### Öffentliche Sicherheit, Brandschutz und Gesundheit
Neben der Freiwilligen Feuerwehr Schleusingen als Stützpunktfeuerwehr des Landkreises Hildburghausen ist in Schleusingen auch die Rettungswache der Johanniter-Unfall-Hilfe e. V. Regionalverband Saalfeld-Südthüringen ansässig.

## Persönlichkeiten

### Ehrenbürger
- Paul von Hindenburg (1847–1934), Generalfeldmarschall[17]

### Söhne und Töchter der Stadt

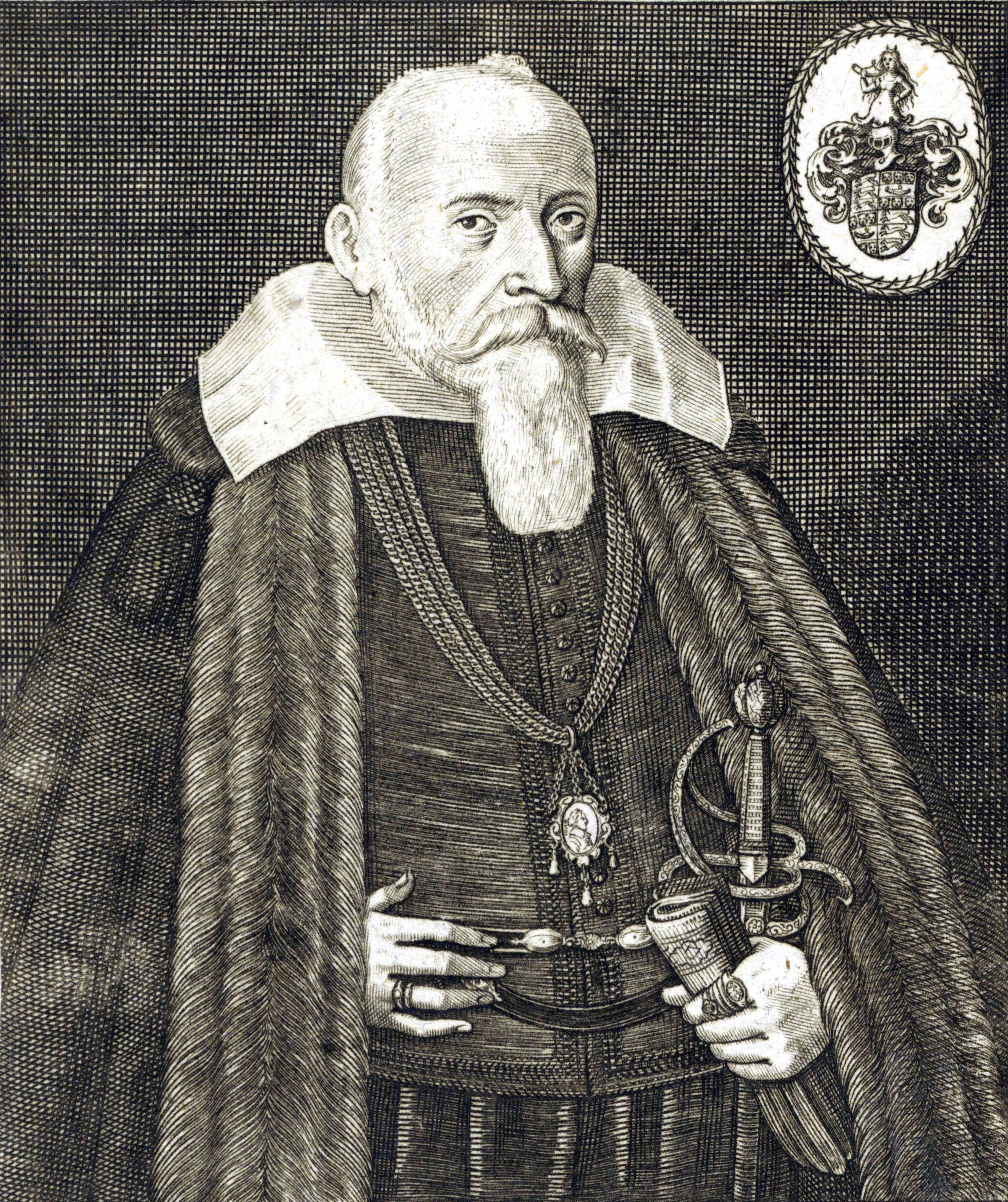
Ortolph Fomann der Ältere

- Graf Berthold VII. von Henneberg (1272–1340), regierender Graf
- Katharina von Henneberg (um 1334–1397) seit 1347 Markgräfin von Meißen, Landgräfin von Thüringen etc.
- Georg Ernst (1511–1583) letzter regierender Hennebergischer Graf, Gründer des Gymnasiums, Stifter des Alumnats
- Ortolph Fomann der Ältere (1560–1634), Philosoph und Rechtswissenschaftler
- Sebastian Franck (1606–1668), Dichter von Kirchenliedern
- Michael Franck (1609–1667), evangelischer Kirchenlieddichter
- Johann Kühn (auch: Kuhn, 1619–1676), Mathematiker, Hochschullehrer und Dekan
- Samuel Reyher (1635–1714), Mathematiker und Astronom
- Georg Jacob Kehr (1692–1740), Orientalist, Übersetzer und Numismatiker
- Gottlob Friedrich Wilhelm Juncker (1705–1746), deutsch-russischer Lyriker und Historiograf (Sohn von Christian Juncker)
- Sylvius Friedrich von Frankenberg und Ludwigsdorff (1728–1815), Politiker, Geheimer Rat und Minister
- Carl Friedrich Günther Ruprecht (1730–1816), Verleger
- Albrecht Georg Walch (1736–1822), Heimatforscher und Rektor am Gymnasium von 1769 bis 1822
- Johann Georg Lenz (1748–1832), Mineraloge, Bergrat und Professor für Mineralogie an der Universität Jena
- Adam Christian Gaspari (1752–1830), Geograph, Professor für Geschichte, Geographie und Statistik
- Karl Christian Daniel Baurschmidt (1762–1837), Superintendent in Osterrode am Harz und Pädagoge
- Friedrich Kilian Abicht (1788–1855), deutscher evangelischer Pfarrer und Heimatforscher
- Albert von Dörnberg (1824–1915), Reichstags- und Landtagsabgeordneter
- Emil Lommer (1834–1896), Generalarzt
- Gustav Heim (1879–1933), Trompeter und Kornett-Spieler
- Renatus Hupfeld (1879–1968), evangelischer Theologe
- Volker Eckstein (1946–1993), Schauspieler
- Iris Gleicke (* 1964), Politikerin (SPD)
- Tommy Frenck (* 1987), Politiker (NPD) und neonazistischer Aktivist

### Personen, die mit der Stadt in Verbindung stehen
- Johann Lindemann (1488 – 1554), Lehrer und evangelischer Theologe
- Elisabeth von Braunschweig-Calenberg (1526–1566), Gräfin von Henneberg, beigesetzt in der Schlosskirche Schleusingen
- Valentin Boxberger (1539–1596), Hofbeamter, Amtmann und Landrichter
- Joachim Zehner (1566–1612), Theologe, Begründer der „Zehnerschen Bibliothek“, die sich heute im Naturhistorischen Museum Schloss Bertholdsburg in Schleusingen befindet
- Sebastian Abesser (1581–1638), evangelischer Theologe, 1610–1620 Archidiakon in Schleusingen
- Hieronymus Praetorius (1595–1651), Superintendent, Konsistorialassessor und Ephorus des Gymnasiums
- Johannes Pretten (1634–1708), Theologe, Oberpfarrer und Superintendent in Schleusingen, Dozent der Theologie am Gymnasium
- Christoph Sonntag (1654–1717), evangelischer Theologe, 1680–1690 Superintendent in Schleusingen
- Samuel Steurlin (1655–1725), Mediziner und Naturwissenschaftler
- Christian Juncker (1668–1714), Historiograph und Schriftsteller, 1696–1708 Konrektor des Gymnasiums Schleusingen
- Johann Christoph Schreiter (1770–1821), 1809–1815 Archidiakon in Schleusingen, anschließend Professor für Theologie an der Universität Kiel
- Aleksis Kivi (1834–1872), finnischer Verfasser des Schauspiels Bierfahrt nach Schleusingen (1866)
- Hermann Franke (1847–1932), Oberlehrer sowie Gymnasialprofessor am Hennebergischen Gymnasium in Schleusingen und Geologe
- Benno Koppenhagen (1867–1934), jüdischer Arzt und Schriftsteller
- Siegfried Eggebrecht (1886–1984), evangelisch-lutherischer Superintendent
- Hanns Joachim Friedrichs (1927–1995), Journalist und Moderator der Tagesthemen, legte sein Abitur am Hennebergischen Gymnasium in Schleusingen ab
- Bernd Wolf (* 1955), CDU-Politiker, lebt seit 1975 in der Stadt
- Ralf Werneburg (* 1958), Paläontologe und Direktor des Naturhistorischen Museums Schloss Bertholdsburg
- Kerstin Möhring (* 1965), forscht zum jüdischen Leben in der Stadt Schleusingen
- Lucas Fratzscher (* 1994), Biathlet, in Schleusingen aufgewachsen
- Christopher Grotheer (* 1992), Skeleton-Olympiasieger 2022 in Peking, lebt in Schleusingen